# Svinesundbroen
Svinesundbroen er en motorvejsbro over Svinesund mellem Halden, Viken fylke, Norge og Strömstad, Västra Götalands län, Sverige, der blev bygget mellem 2003 og 2005. Det er en buebro, der har en længde på 704 meter, en højde på 92 meter og en bredde på 28 meter. Gennemsejlningshøjden er 55 meter og hovedspændet er på 247 meter. Ved indvielsen af den nye bro skiftede den gamle navn til Gamle Svinesundsbrua. På svensk hedder de Svinesundsbron og Gamla Svinesundsbron.
E6 over Svinesund er den mest trafikerede vej mellem Norge og Sverige. 

## Historie
Denne nye bro fra 2005 afløste den gamle, som blev indviet i 1946 som erstatning for den færgetrafik, der er kendt tilbage til 1500-tallet.  De første planer om en bro stammer fra tiden omkring 1870,  hvor der var tale om en jernbanebro for at koble den svenske Västkustbanan til Østfoldbanen, som da var under bygning. Halden kommune protesterede og foretrak, at jernbanen gik gennem byens centrum. I stedet begyndte man i 1939 at bygge en bro for biltrafik.
Svenskerne ville bygge broen i granit for at støtte den kriseramte svenske stenhuggerindustri. Norske myndigheder ville bygge enklere, så løsningen blev, at Sverige betalte merudgifterne, omkring 90 % af broen. Til gengæld blev der benyttet svensk granit og svensk arbejdskraft. Selve buen blev støbt i beton og derefter flyttet til sundet.
9. april 1940 blev situationen i området meget spændt, men efter nogle uger blev arbejdet genoptaget. Planen var at åbne broen for trafik i løbet af 1942; men 7. juli 1942 forårsagede en eksplosion på svensk side betydelige ødelæggelser. Den officielle forklaring var, at dynamit var antændt af et lynnedslag, og at det hele var en ulykke. Alligevel blev byggearbejdet først genoptaget efter krigen. Broen blev officielt åbnet 15. juni 1946. Den gang var det i Norge kun danske penge, man kunne veksle sig til på lovlig vis uden at måtte sende en begrundet ansøgning til Norges Bank. Men ved Svinesundsbroens åbning i 1946 fik indbyggerne i Halden - og kun de - lov til at købe kr 12,40 i svensk valuta hver. 
Den gamle bros længde er 420 meter. Den største højde over fjorden er 65 meter. Af hensyn til toldvæsenet er den ikke åben for trafik med lastbiler.